# Майлсбург (Пенсільванія)
Майлсбург (англ. Milesburg) — місто (англ. borough) в США, в окрузі Сентр штату Пенсільванія. Населення — 1093 особи (2020).

## Географія
Майлсбург розташований за координатами 40°56′33″ пн. ш. 77°47′31″ зх. д. / 40.94250° пн. ш. 77.79194° зх. д. (40.942495, -77.791906).  За даними Бюро перепису населення США в 2010 році місто мало площу 1,16 км², уся площа — суходіл.

## Демографія
Згідно з переписом 2010 року, у селищі мешкали 1123 особи в 459 домогосподарствах у складі 305 родин. Густота населення становила 971 особа/км².  Було 489 помешкань (423/км²).
Расовий склад населення:
| - 98,7 % — білих - 0,4 % — чорних або афроамериканців - 0,4 % — азіатів - 0,1 % — корінних американців |

До двох чи більше рас належало 0,2 %. Частка іспаномовних становила 0,3 % від усіх жителів.
За віковим діапазоном населення розподілялося таким чином: 19,1 % — особи молодші 18 років, 63,4 % — особи у віці 18—64 років, 17,5 % — особи у віці 65 років та старші. Медіана віку мешканця становила 42,3 року. На 100 осіб жіночої статі у селищі припадало 89,1 чоловіків;  на 100 жінок у віці від 18 років та старших — 87,8 чоловіків також старших 18 років.
Середній дохід на одне домашнє господарство  становив 65 522 долари США (медіана — 52 708), а середній дохід на одну сім'ю — 65 515 доларів (медіана — 60 234). За межею бідності перебувало 22,7 % осіб, у тому числі 50,6 % дітей у віці до 18 років та 6,0 % осіб у віці 65 років та старших.
Цивільне працевлаштоване населення становило 500 осіб. Основні галузі зайнятості: освіта, охорона здоров'я та соціальна допомога — 35,0 %, науковці, спеціалісти, менеджери — 14,0 %, роздрібна торгівля — 11,6 %.